# Vila rodiny Wittalových
Vila rodiny Wittalových, někdy také označována jako vila Wittal, je vila v Pisárkách v Brně. Nachází se v Hroznové ulici (čo. 39) a vybudována byla pro židovskou podnikatelskou rodinu Wittalových, dostavěna byla roku 1932 podle návrhu architekta Heinricha Bluma. Ve svém okolí patří vila k modernějším stavbám, jelikož byla navržena podle architektonických principů funkcionalismu, avšak s prvky organického pojetí. Od roku 1985 je chráněna jako kulturní památka.

## Historie
Autorem návrhu vily v Hroznové ulici v brněnských Pisárkách byl český židovský architekt Heinrich Blum. Postavil ji v roce 1932 pro židovskou rodinu Wittalových, kteří vedli rodinnou firmu na šití zástěr, prádla, spodniček a dětské konfekce. Vilu však rodina užívala poměrně krátkou dobu, protože v roce 1939 byli její obyvatelé z vily vystěhováni. Po začátku nacistické okupace dům zabavilo gestapo. V lednu 1942 byl Johann Wittal, jeho žena Friederike i dcera Ida deportováni do Terezína. Celá rodina pak byla následně vyvražděna. Stejný osud dostihl i Johannova bratra a společníka Adolfa a jeho rodiny. Za války vilu užíval nechvalně proslulý komisař brněnského gestapa Otto Koslowski.
Po válce v roce 1948 byla firma rodiny Wittalových – Bratři Wittalové, znárodněna a vilu převzala Národní správa majetkových podstat. V této době využívaly nejrůznější postavy vilu jako brněnské sídlo, mimo jiné i předseda městského národního výboru nebo prezident Klement Gottwald nebo předseda brněnského ústředního národního výboru KSČ Vladimír Matul. Vila se později stala součástí obecního majetku, kde žilo v nájmu několik rodin a to až do roku 2023.
V roce 2024 převzalo vilu do majetku Muzeum města Brna, které plánuje její rekonstrukci. Vila Wittal by se měla stát novým sídlem projektu Štetl – centrum židovské kultury.

## Popis
Vila byla postavena jako dvoupatrová budova tvořena jednoduchým kvádrem, ke kterému jsou připojeny hmoty oválné zahradní terasy a pravoúhlého rizalitu.
V suterénu jsou servisní a obslužné prostory, horní dvě patra pak tvoří dva samostatné byty, které jsou spojené točitým schodištěm. Oba byty mají jak servisní tak obytné prostory. Obslužná část je orientovaná do ulice, ta obývací pak mají výhled do zahrady i z prosklených prostor nárožní zahrady. Horní byt má zároveň přístupnou i oválnou terasu, k hornímu bytu náleží balkon. Počátky organické architektury jsou patrné ze zaoblených tvarů schodiště a vstupního rizalitu. Typické pro tehdejší dobu je inspirace architekturou lodí. Nautické detaily se propisují například v kruhových oknech nebo lodním zábradlí.
Vila se dochovala v téměř nezměněném stavu. Dochovaly se i cenné detaily jako původní dlažba, okna s výplněmi nebo velká, na zakázku vyrobená okna v zimní zahradě s funkčním mechanismem otvírání. Taktéž se dochovaly vestavěné skříně, původní parkety a mnoho dalšího.